# Impatiens johnsiana
Impatiens johnsiana är en balsaminväxtart som beskrevs av Ratheesh, Sunil och Anil Kumar. Impatiens johnsiana ingår i släktet balsaminer, och familjen balsaminväxter. Inga underarter finns listade i Catalogue of Life.